# Lindenschied
Lindenschied ist eine im rheinland-pfälzischen Rhein-Hunsrück-Kreis gelegene Ortsgemeinde im Hunsrück. Sie gehört der Verbandsgemeinde Kirchberg (Hunsrück) an.

## Geographie
Lindenschied liegt auf einem Höhenrücken, westlich des Dorfes verläuft der Kyrbach, östlich liegt Dickenschied, durch das die B 421 verläuft.
| Dill       | Hecken und Kirchberg                        | Womrath                   |
| Sohrschied | Kompassrose, die auf Nachbargemeinden zeigt | Dickenschied und Gemünden |
| Oberkirn   |                                             | Woppenroth                |

## Geschichte
Das damals dem Hochgericht Rhaunen unterstehende Lindenschied wurde erstmals 1345 erwähnt. Die Urkunde stellt die Rechtsstellung Lindenschieds und weiterer Ortschaften fest, die hinsichtlich ihrer Grenzen und Rechte zwischen den Wildgrafen von Kyrburg, dem Lindenschied gehörte, und den Sponheimern umstritten waren. Der Streit wurde im Jahre 1354 vom Mainzer Erzbischof Gerlach von Nassau geschlichtet. Mit der Besetzung des linken Rheinufers 1794 durch französische Revolutionstruppen wurde der Ort französisch. 1815 wurde er auf dem Wiener Kongress dem Königreich Preußen zugeordnet. Seit 1946 ist der Ort Teil des damals neu gebildeten Landes Rheinland-Pfalz. Bis 1969 gehörte Lindenschied zum Landkreis Bernkastel.

## Politik

### Bürgermeister
Ortsbürgermeister von Lindenschied ist seit 2014 Timo Ströher.
Die Vorgänger waren:
- Petra Klingels (ab 2009)
- Lothar Jung (ab 2004)

### Wappen
| Wappen von Lindenschied | Blasonierung: „Gespalten; rechts in Blau über schräggekreuztem silbernem Hammer und Schlägel ein schwebendes silbernes Lindenblatt, links in Gold ein blaubewehrter und -gezungter roter Löwe.“                                                            |
| Wappen von Lindenschied | Wappenbegründung: Das Lindenblatt deutet redend den Ortsnamen Lindenschied. Hammer und Schlägel erinnern an den früher betriebenen Schieferabbau. Der hintere Schildteil verweist auf die ehemalige Zugehörigkeit zur Wildgrafschaft, Hochgericht Rhaunen. |

## Religion

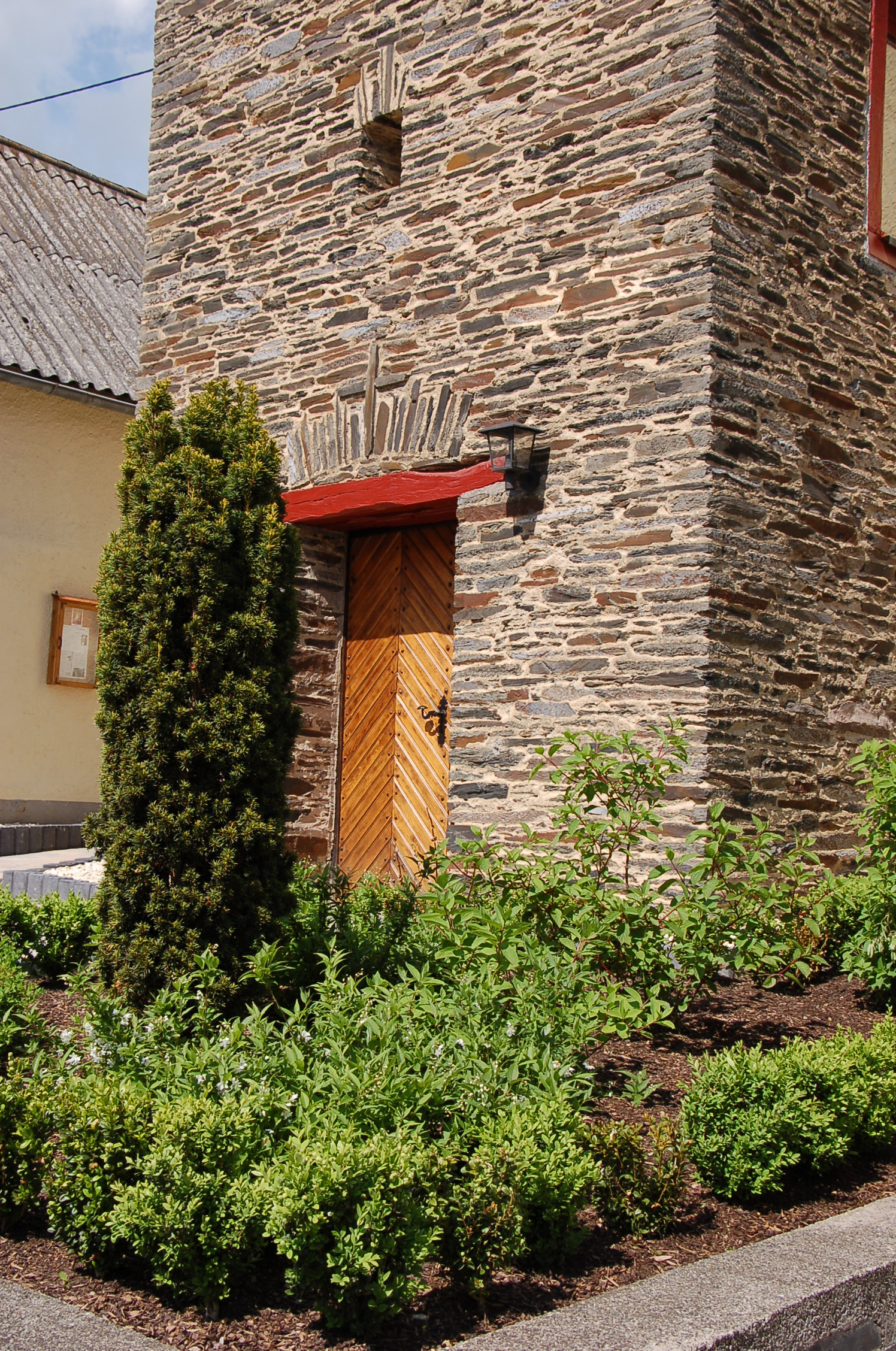
Evangelische Kirche: Eingangsbereich

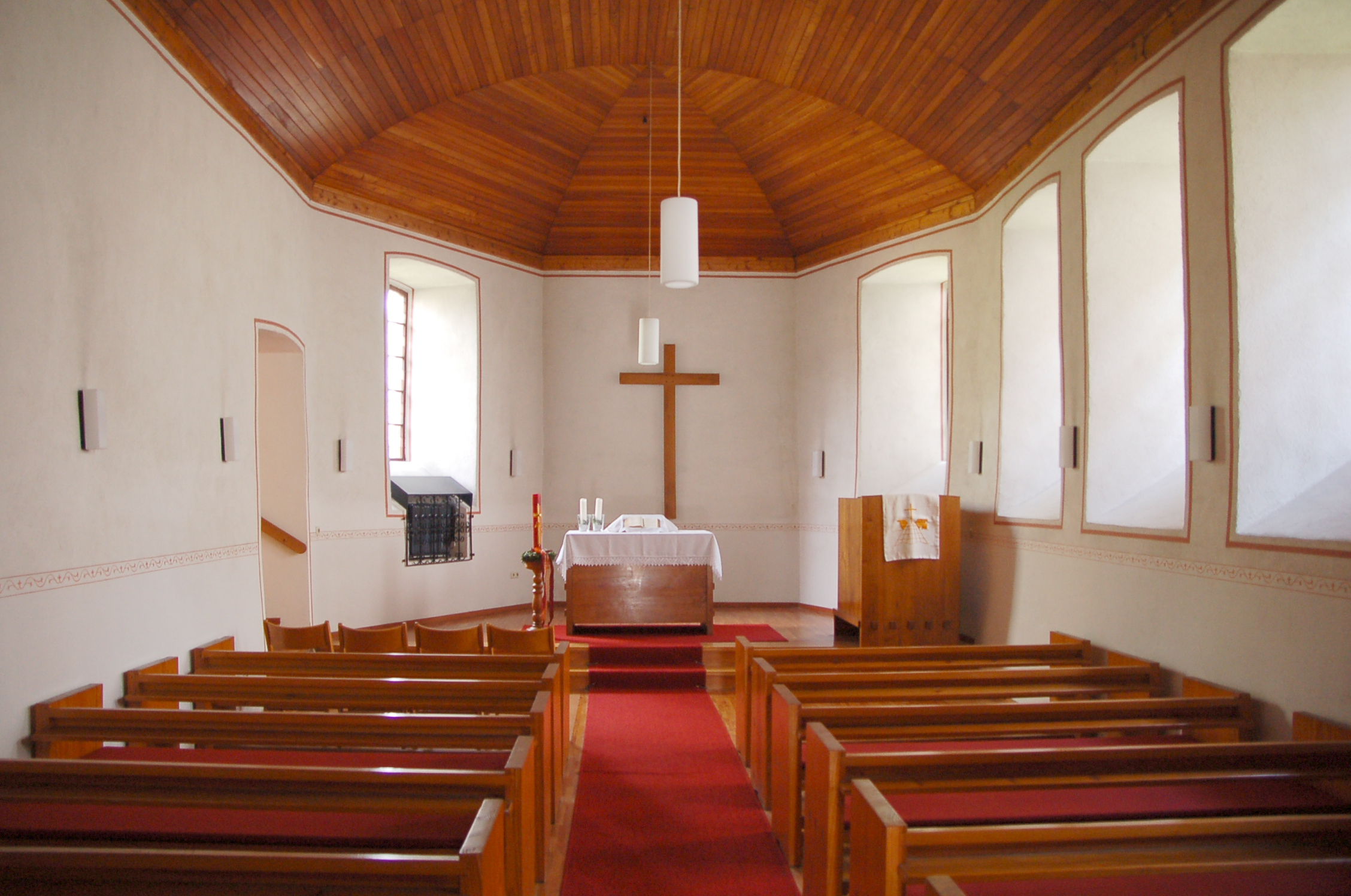
Evangelische Kirche: Innenraum

Die heutige evangelische Kirche wurde von 1689 bis 1907 von der evangelischen und katholischen Kirche simultan genutzt. Nachdem sich die Kirche in einem sehr schlechten Zustand befand, erneuerte die evangelische Bevölkerung zwischen 1951 und 1953 das Dach und Teile des Mauerwerks weitgehend in Eigenleistung. Der über dem Chor befindliche Dachreiter wurde durch einen neu errichteten Turm an der Westseite ersetzt; sein schmiedeeisernes Kreuz befand sich bis zu einem Sturm im Jahr 2005 auf dem Kirchturm und wurde 2006 durch einen kupfernen Hahn ersetzt. Zwischen 1958 und 1963 wurden das Mauerwerk gesichert und das Kirchenschiff grundlegend renoviert; zudem wurde ein Pfarrsaal angebaut.
Lindenschied war bis zum Jahresende 1975 Teil der zum Kirchenkreis Trier gehörenden Evangelischen Kirchengemeinde Hausen, seither gehören die 113 Evangelischen zur Evangelischen Kirchengemeinde Dickenschied im Kirchenkreis Simmern-Trarbach.
Die katholische Herz-Jesu-Kapelle wurde 1908/1909 errichtet. Die etwa 70 Katholiken in Lindenschied gehören zur Pfarrgemeinde Dickenschied.
Die beiden jüdischen Familien Mayer und Schloß wanderten bereits in den 1860er Jahren nach den USA aus. Sie gehörten zur Synagogengemeinde Laufersweiler. Der jüdische Friedhof von Lindenschied wurde nach dem Zweiten Weltkrieg eingeebnet.

## Wirtschaft
Früher gab es in Lindenschied einen umfangreichen Schieferabbau, zuletzt bis zur Mitte des letzten Jahrhunderts in einem Tal im Süden des Ortes. Heute bestehen Handwerksbetriebe und Landwirtschaft.

## Einzelnachweise

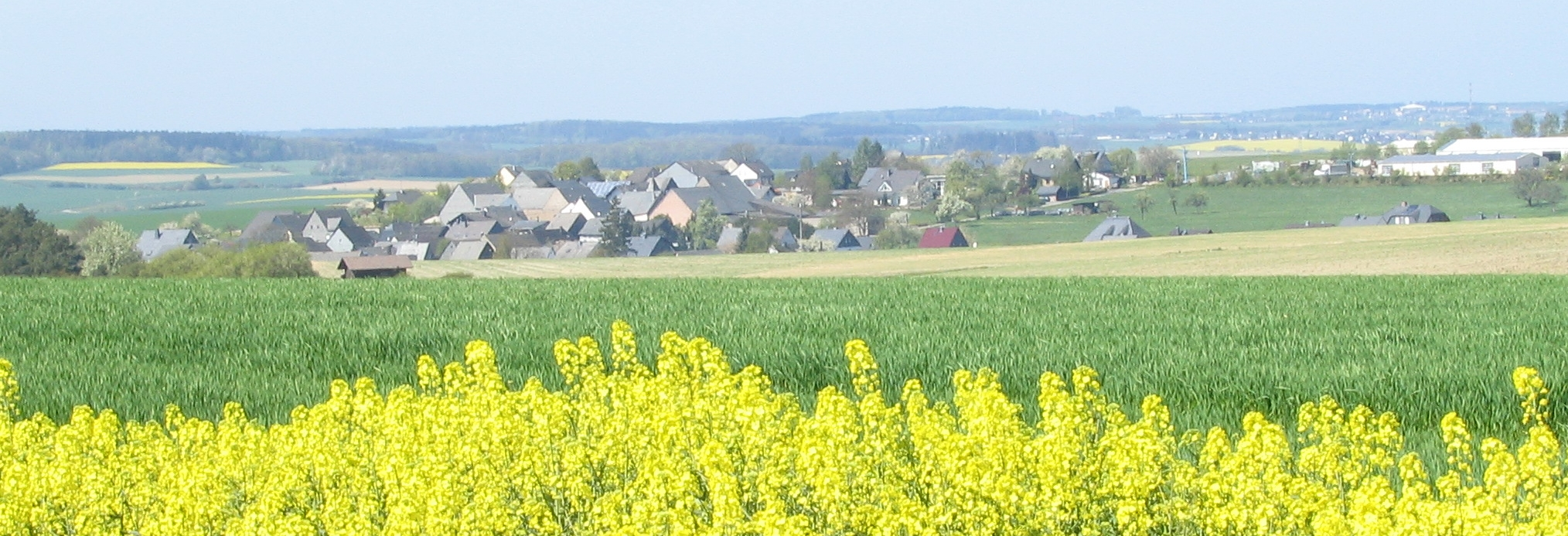
Lindenschied aus östlicher Richtung